# Suillia hololoma
Suillia hololoma är en tvåvingeart som beskrevs av Steyskal 1980. Suillia hololoma ingår i släktet Suillia och familjen myllflugor. Inga underarter finns listade i Catalogue of Life.